# Celina (Ohio)
Celina is een plaats (city) in de Amerikaanse staat Ohio, en valt bestuurlijk gezien onder Mercer County.

## Demografie
Bij de volkstelling in 2000 werd het aantal inwoners vastgesteld op 10.303.
In 2006 is het aantal inwoners door het United States Census Bureau geschat op 10.396, een stijging van 93 (0,9%).

## Geografie
Volgens het United States Census Bureau beslaat de plaats een oppervlakte van
11,5 km², waarvan 11,4 km² land en 0,1 km² water. Celina ligt op ongeveer 266 m boven zeeniveau.

## Plaatsen in de nabije omgeving
De onderstaande figuur toont nabijgelegen plaatsen in een straal van 16 km rond Celina.

## Geboren in Celina (Ohio)
- Rick Derringer (1947-2025), zanger en gitarist